# 城南線
城南線（、ローマ字表記: Jōnan Sen）は、福岡県福岡市中央区渡辺通1丁目交差点から、福岡県福岡市早良区西新交差点までの、市道博多駅草ヶ江線・市道大濠東油山線・一般県道557号東油山唐人線・市道堅粕西新2号線4.7キロメートルに付けられた福岡市道路愛称。

## 概要
東は住吉通りに連絡し、国体道路とともに福岡市都心部の東西を連絡する幹線道路で、全線が片側2車線で整備されている。中央区の渡辺通1丁目交差点付近から六本松交差点付近までの地下には福岡市地下鉄七隈線が走っている。住吉通りと合わせて、天神・中洲地区を迂回して博多駅へ向かうルートを構成する。博多駅-六本松の間は博多駅と福岡市西部地区を結ぶバス路線が多数設定されており交通量が非常に多い区間であり渋滞が慢性的に発生するが、地下鉄開業や六本松交差点の右折車線設置後は幾分緩和されている。

## 名前の由来
1975年（昭和50年）に廃止された市内電車（西鉄福岡市内線）城南線の路線名に由来する。福岡城の南側を走る城南線は現在の明治通りを走っていた貫線とともに重要な路線であった。

## 周辺
- 薬院駅
- 薬院
- 薬院大通駅
- 薬院大通センタービル
- 桜坂
- 桜坂駅
- 六本松
- 九州大学六本松キャンパス
- 大濠公園
- 西新
- 西新エルモールプラリバ
- 西新駅

城南線の写真
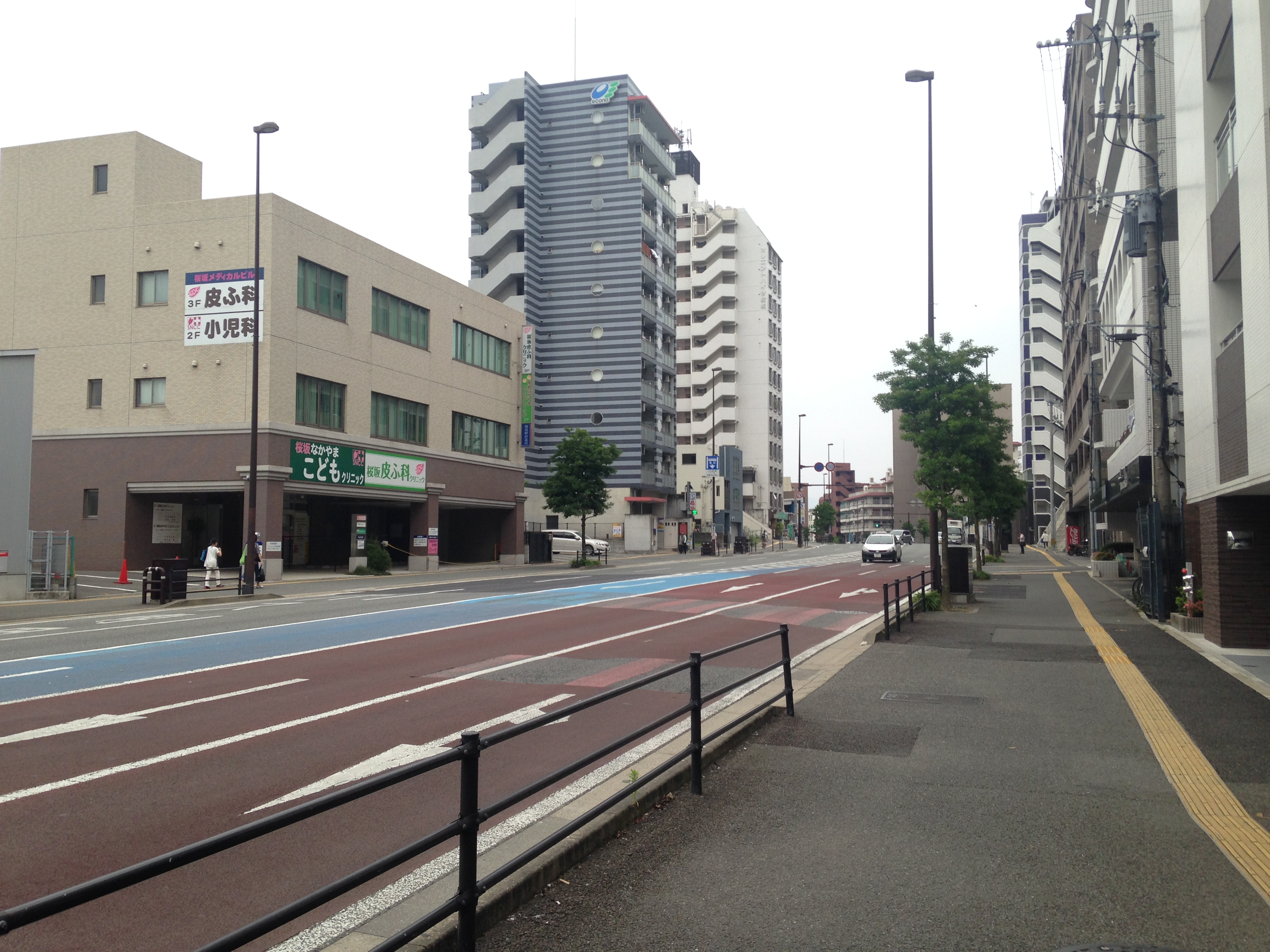
桜坂駅前を通る城南線
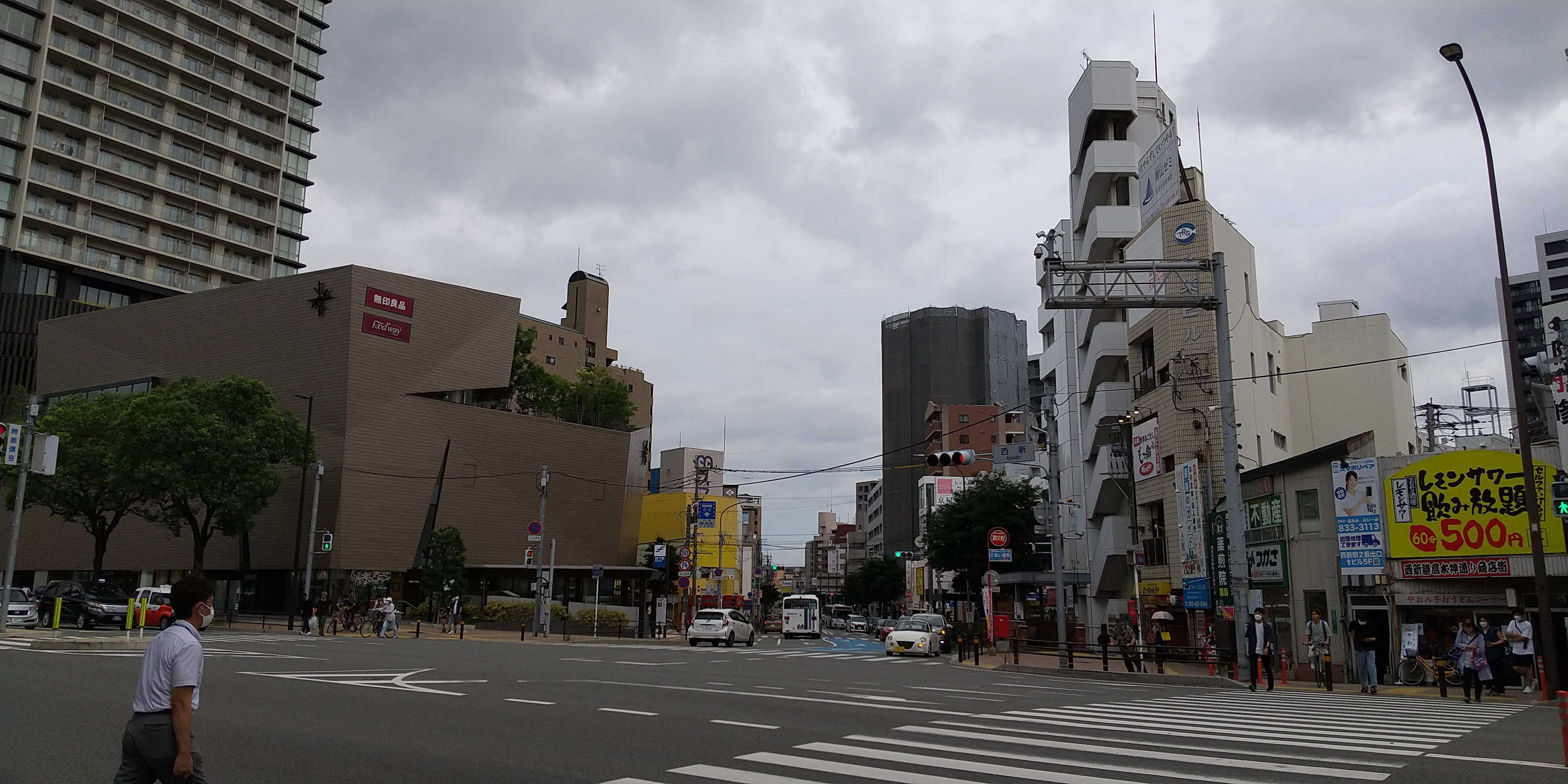
西新交差点付近（明治通りとの交差点）

## 通過する自治体
- 福岡県福岡市
  - 中央区
  - 早良区

## 主な接続路線
| 交差する道路                      | 交差する道路                      | 交差する場所  | 交差する場所 |
| --------------------------------- | --------------------------------- | ------------- | ------------ |
| 〈住吉通り〉 博多駅方面           |                                   |               |              |
| 〈渡辺通り〉 県道602号後野福岡線  | 〈日赤通り〉 県道602号後野福岡線  | 渡辺通り1丁目 | 中央区       |
| 〈大正通り〉 県道31号福岡筑紫野線 | 〈高宮通り〉 県道31号福岡筑紫野線 | 薬院大通      | 中央区       |
| 〈別府橋通り〉 国道202号          | 〈別府橋通り〉 国道202号          | 六本松        | 中央区       |
| 〈国体道路〉                      | 〈城南線〉→                       | 大濠1丁目     | 中央区       |
| 県道557号東油山唐人線             | -                                 |               | 中央区       |
| -                                 | 県道557号東油山唐人線             | 鳥飼1丁目     | 中央区       |
| 〈明治通り〉                      | 〈明治通り〉                      | 西新          | 早良区       |